# Usługa sieciowa
Usługa sieciowa (ang. web service) – właściwość systemu teleinformatycznego polegająca na powtarzalnym wykonywaniu przez ten system z góry określonych funkcji po otrzymaniu, za pomocą sieci teleinformatycznej, danych uporządkowanych w określonej strukturze.
Usługa sieciowa jest w istocie składnikiem oprogramowania, niezależnym od platformy sprzętowej oraz implementacji, dostarczającym określonej funkcjonalności. Zgodnie z zaleceniami W3C, dane przekazywane są zazwyczaj za pomocą protokołu HTTP i z wykorzystaniem XML.

## Sposoby realizacji
Usługa sieciowa może być:
- zdefiniowana za pomocą języka opisu usług – standaryzowanym językiem, bazującym na XML, jest WSDL
- opublikowana i wyszukana w rejestrze usług za pomocą standardowego mechanizmu, np. UDDI
- wywołana zdalnie przez zdefiniowany interfejs
- częścią innych usług sieciowych lub być ich kompozycją.

## Przeznaczenie
Na bazie usług sieciowych można konstruować systemy rozproszone i aplikacje internetowe. Aplikacje te komunikują się przez sieć komputerową, z wykorzystaniem odpowiednich protokołów dostępu zdalnego.

## Protokoły dostępu zdalnego
Protokołem najczęściej stosowanym do komunikacji z usługami sieciowymi jest SOAP (Simple Object Access Protocol), zatwierdzony przez W3C.

## Platformy programistyczne
Najbardziej znanymi platformami programistycznymi obsługującymi standardy XML, UDDI i SOAP są .NET i Java EE.

## Zastosowanie
Ten rodzaj usług okazał się skuteczny w sieciach korporacyjnych, za pomocą których przedsiębiorstwa lub instytucje, budowały systemy wymiany danych między swoimi oddziałami, jak również do celów łączności z partnerami i klientami. W takich mniejszych, dobrze kontrolowanych środowiskach, łatwiej jest uzyskać zgodność danych przesyłanych między poszczególnymi komponentami usług, a otwartość standardów ułatwia tworzenie rozwiązań klienckich, niezależnie od platformy.
Wykorzystanie usług sieciowych pozwala komponentom programowym współdziałać ze sobą przez Internet, niezależnie od swojej lokalizacji i szczegółów implementacji. Dzięki temu będą w stanie zastąpić starsze rozwiązania, opracowane dla sieci prywatnych, jak CORBA czy DCOM, zaś dzięki stosunkowo prostej konstrukcji, mogą uzyskać znacznie większą popularność.

## Perspektywy rozwojowe
Usługi sieciowe są w okresie powolnej, zakrojonej na wiele lat materializacji. System wyszukiwawczy UDDI umożliwia rejestrowanie usług w Internecie i pozwala aplikacjom wyszukiwać takie usługi i wymieniać dane. Jeśli usługa sieciowa jest płatna, można dołączyć procedurę wnoszenia płatności. Dla poprawnego funkcjonowania na skalę globalną wymaga to bardzo precyzyjnego określenia wszystkich szczegółów działania usługi, zanim zostanie udostępniona publicznie.

## Przykłady zastosowań
Tłumacz Google umożliwia tłumaczenie tekstu na różne języki, Google Maps dostarczają danych geograficznych, a dzięki usłudze Amazon FWS handlowcy mogą automatycznie uaktualnić swoją ofertę.